# 류큐 열도 미국군정부
류큐 열도 미국군정부(일본어: 琉球列島米国民政府 류큐렛토베이코쿠민세이후[*], 영어: United States Military Government of the Ryukyu Islands (USMGR))는 오키나와섬에 상륙한 미국군이 수립한 정부로, 1945년 3월부터 1950년 12월까지 존재하였다.

## 역사
1945년 3월 26일, 미군의 오키나와 전투가 시작되면서 체스터 니미츠 제독의 주도 아래에 설립되었다. 니미츠 포고로 알려진 《미국 해군 군정부 포고 제1호》를 발표하였고, 난세이 제도 및 오키나와에서의 일본 제국 정부의 권한을 정지시켰다.
1950년 12월, 민간 중심의 정부 기관인 류큐 열도 미국민정부로 대채되었다.

## 산하 조직

### 관할
1945년 3월 26일, 설립 당시에는 태평양 함대 총사령관이자 태평양 지역 총사령관인 체스터 니미츠 제독이 군정장관을 맡았다. 9월 21일 오키나와 해군작전기지의 관할이 되었다.
1946년 7월 1일에 육군으로 넘겨졌다.

### 주민행정기관
- 오키나와: 오키나와 자순회, 이후 오키나와 민정부, 오키나와 군도 정부(沖縄群島政府)
- 미야코지마: 미야코 지청, 이후 미야코 민정부, 미야코 군도 정부(宮古群島政府)
- 야에야마 군도: 야에야마 지청, 이후 야에야마 정부, 야에야마 군도 정부(八重山群島政府)
- 아마미 군도: 오시마 지청, 이후 임시북부 남세이군도 정부, 아아미 군도 정부(奄美群島政府)

## 같이 보기
- 류큐 열도 미국민정부